# Monument à la mémoire des personnes homosexuelles persécutées par le Troisième Reich
Des monuments à la mémoire des personnes homosexuelles persécutées par le régime nazi ont été érigés dans de nombreux villes et pays depuis la fin de la Seconde Guerre mondiale. D'autres monuments en projets sont à des stade d'avancement divers.

## Camps de concentration nazis ou fascistes

### Mauthausen

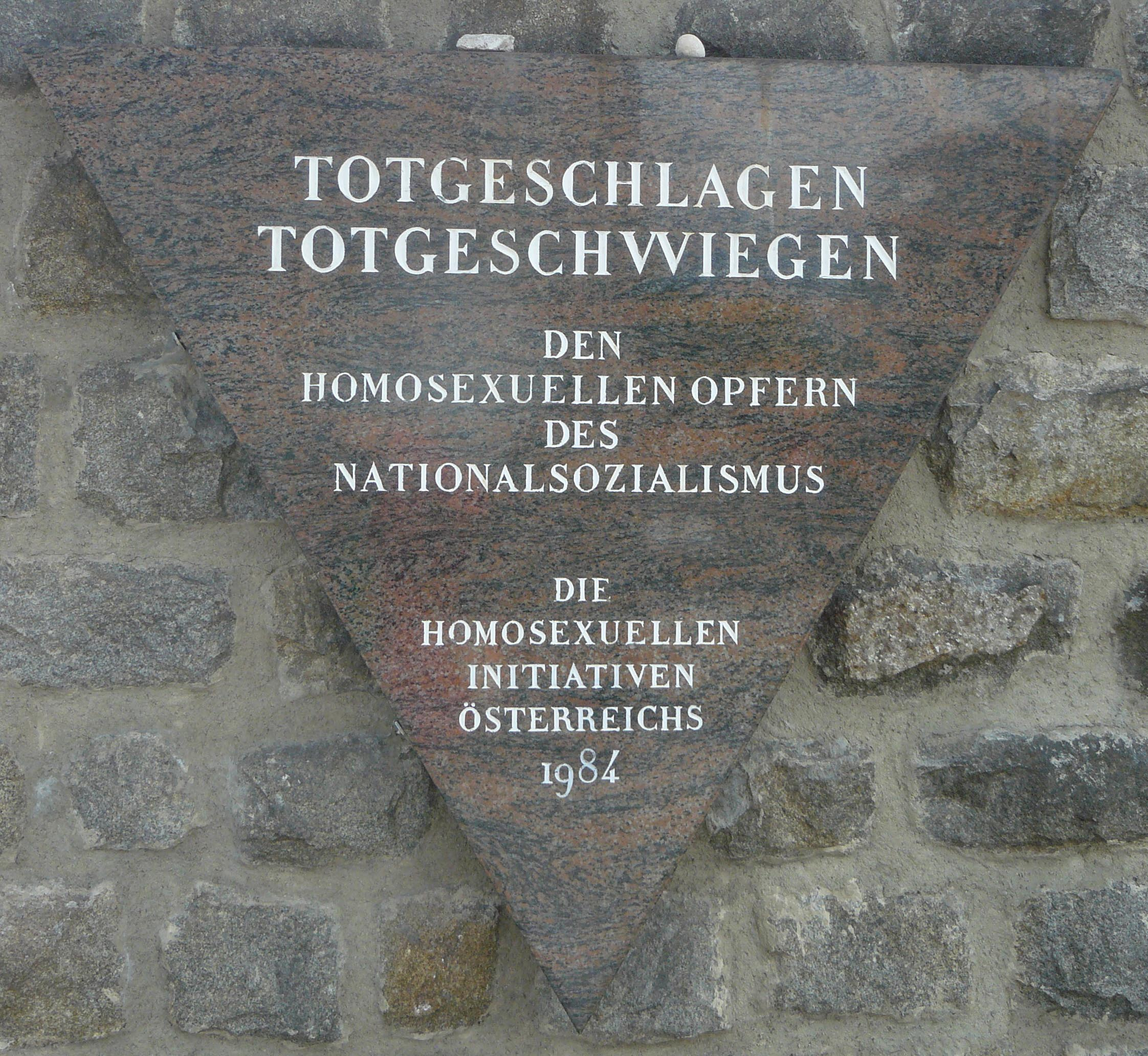

Une plaque dédiée à la mémoire des homosexuels victimes du national-socialisme a été installée le 9 décembre 1984, dans l'ancien camp de concentration de Mauthausen (Autriche) à l'initiative de l'organisation LGBT allemande HOSI Wien. C'est le premier monument du genre dans le monde.
Il s'agit d'un triangle de granit rose de 120 cm de côté. Sa forme et sa couleur font référence au système de marquage des prisonniers dans les camps nazis.
Il y est gravé l'inscription suivante : « Totgeschlagen Totgeschwiegen Den homosexuellen Opfern des Nationalsozialismus Die homosexuellen Initiativen Österreichs 1984 ».
(« Passés sous silence, battus à mort,
Aux victimes homosexuelles du national-socialisme,
Les initiatives homosexuelles d'Autriche 1984 »).

### Neuengamme

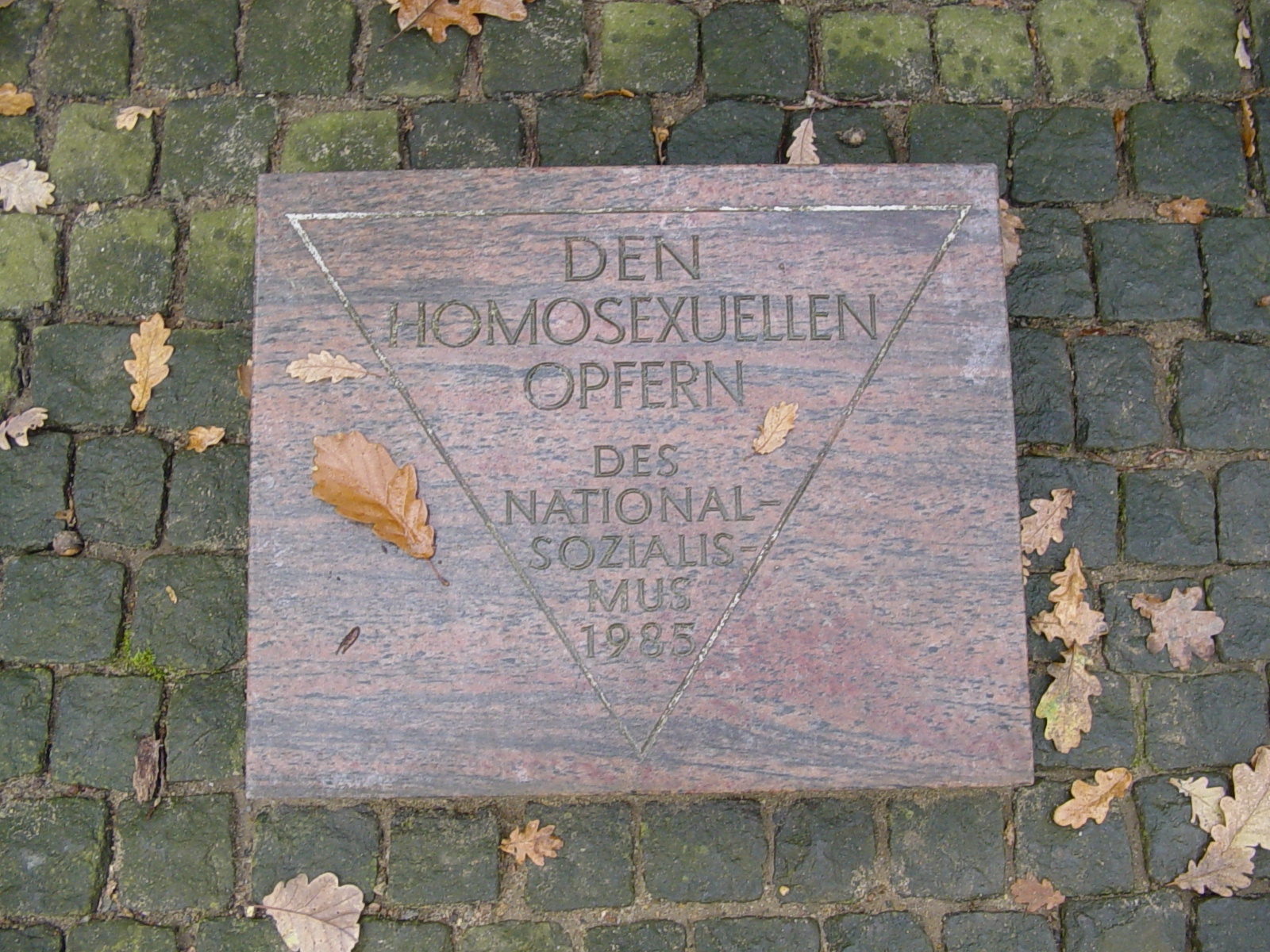

En 1985, une pierre commémorative a été érigée dans l'ancien camp de concentration de Neuengamme à Hambourg (Allemagne).
L'inscription indique : « Den homosexuellen opfren des nationalsozialimus 1985 ».
(« Aux victimes homosexuelles du national-socialisme 1985 »).

### Dachau

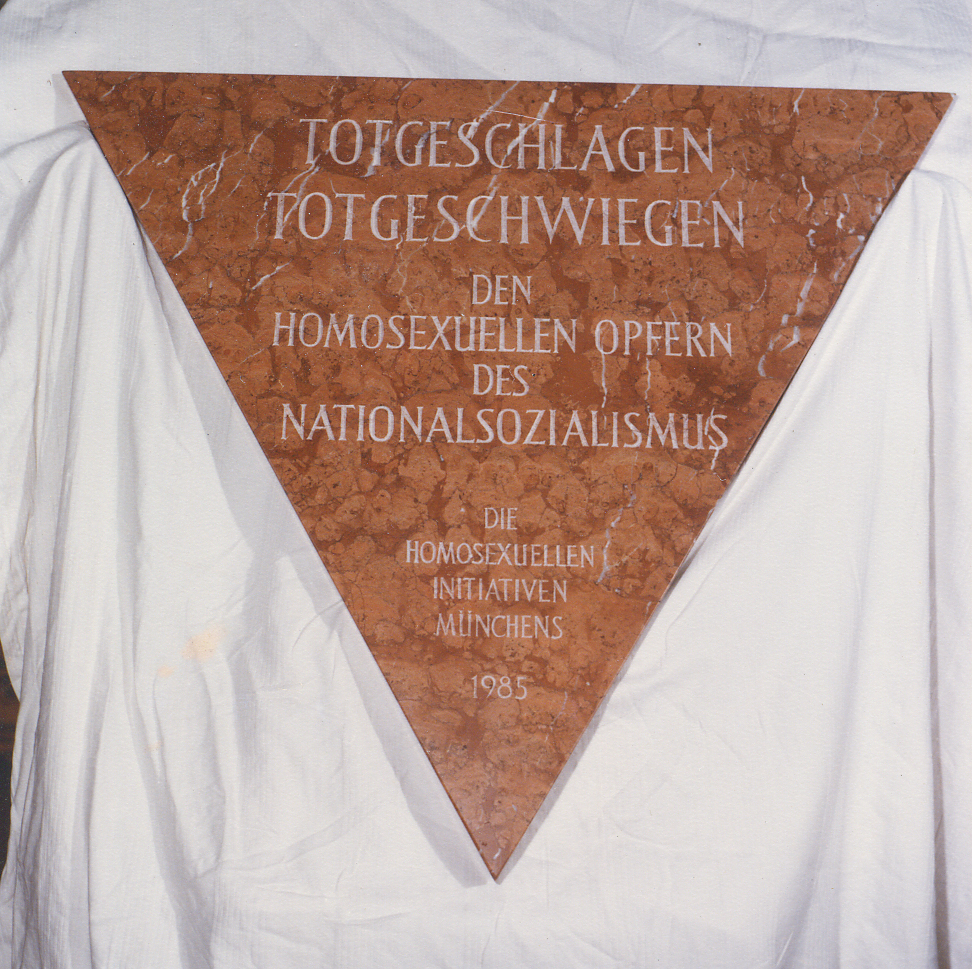

Dans l'ancien camp de concentration de Dachau, une plaque commémorative a été inaugurée en 1994, avec cette inscription : « Totgeschlagen Totgeschwiegen Den homosexuellen Opfern des Nationalsozialismus Die homosexuellen Initiativen Münchens 1985 ».
(« Battus à mort, passés sous silence
Aux victimes homosexuelles du national-socialisme
Les initiatives homosexuelles de Munich 1985 »).

### Sachsenhausen

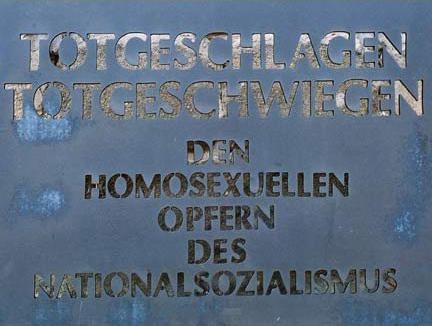

En 1992, l'ancien camp de concentration de Sachsenhausen (Brandebourg, Allemagne) inaugure une plaque commémorative portant l'inscription : « Totgeschlagen Totgeschwiegen Den homosexuellen Opfern des Nationalsozialismus ».
(« Battus à mort, passés sous silence, aux victimes homosexuelles du national-socialisme »).

### Buchenwald

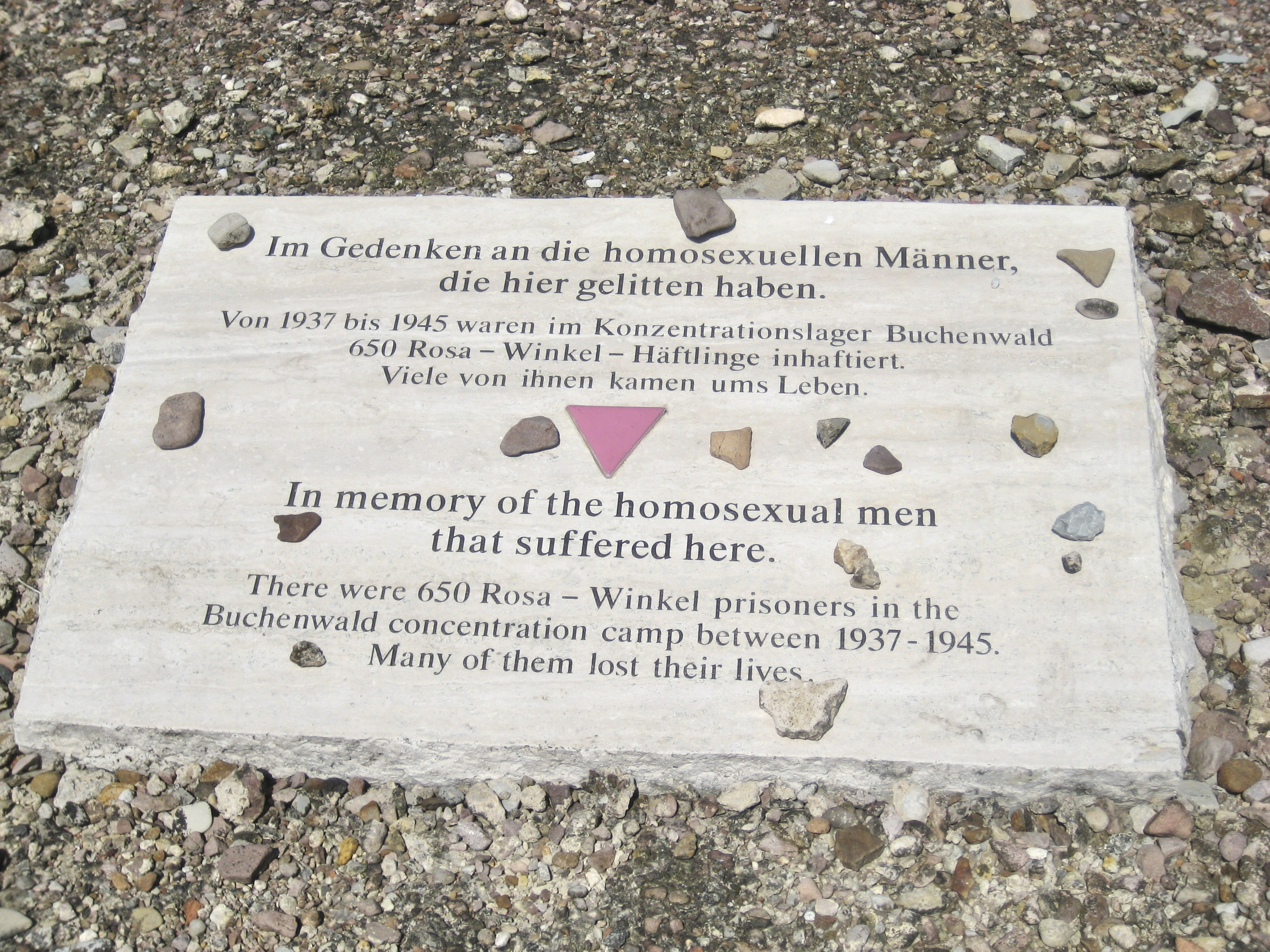

En 2006, dans l'ancien camp de concentration de Buchenwald (Allemagne), une pierre commémorative des Triangles roses a été posée. Elle porte une inscription se traduisant par : « À la mémoire des hommes homosexuels qui ont souffert ici. Environ 650 prisonniers avec des triangles roses étaient à Buchenwald entre 1937 et 1945. Beaucoup d'entre eux sont morts ».

### Natzweiler-Struthof

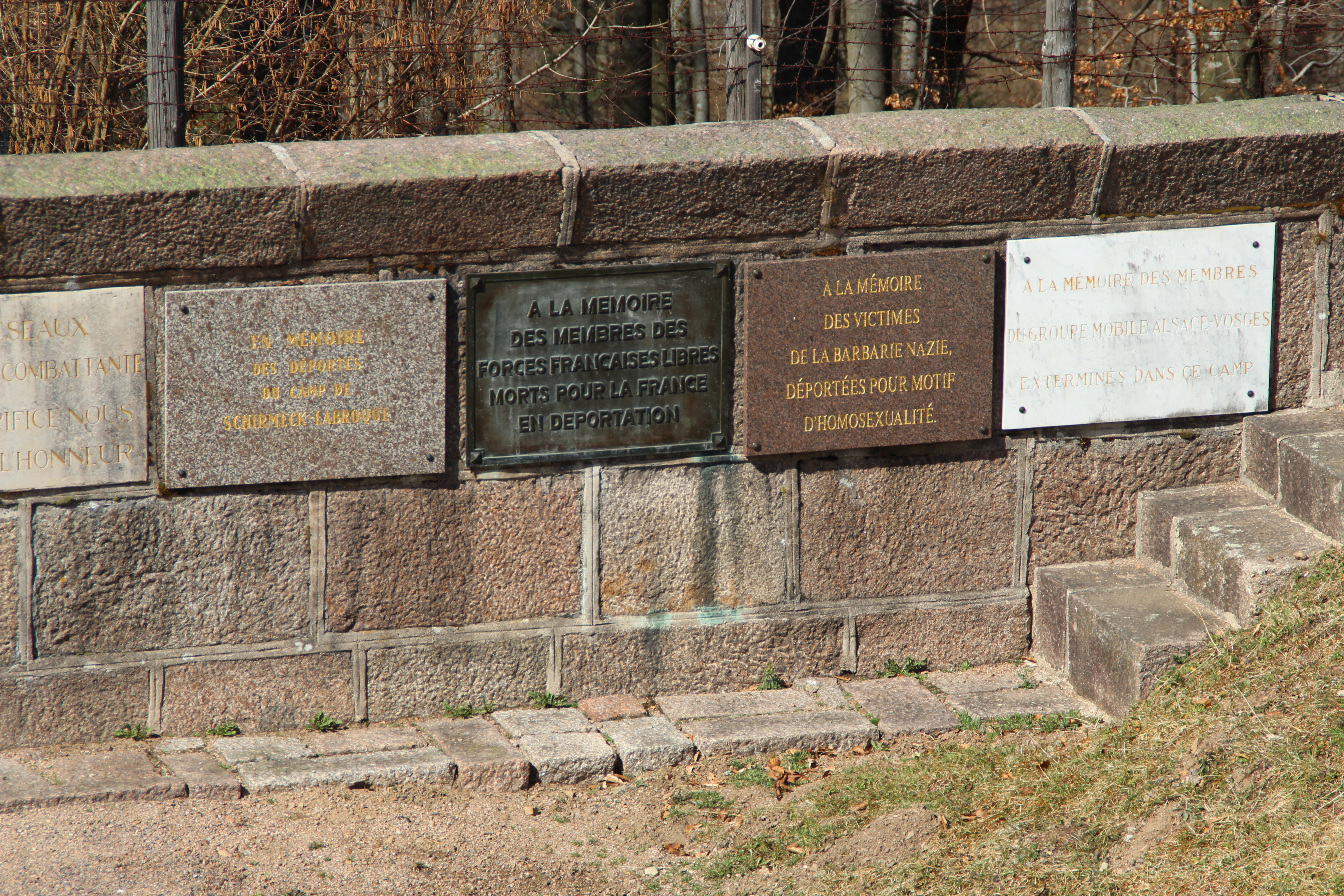
Plaque au camp de Natzweiler-Struthof.

Dans le camp de concentration de Natzweiler-Struthof, camp de concentration allemand sur un territoire redevenu ensuite français, une plaque a été érigée en 2010 « à la mémoire des victimes de la barbarie nazie, déportées pour motif d'homosexualité ».

### Risiera di San Sabba

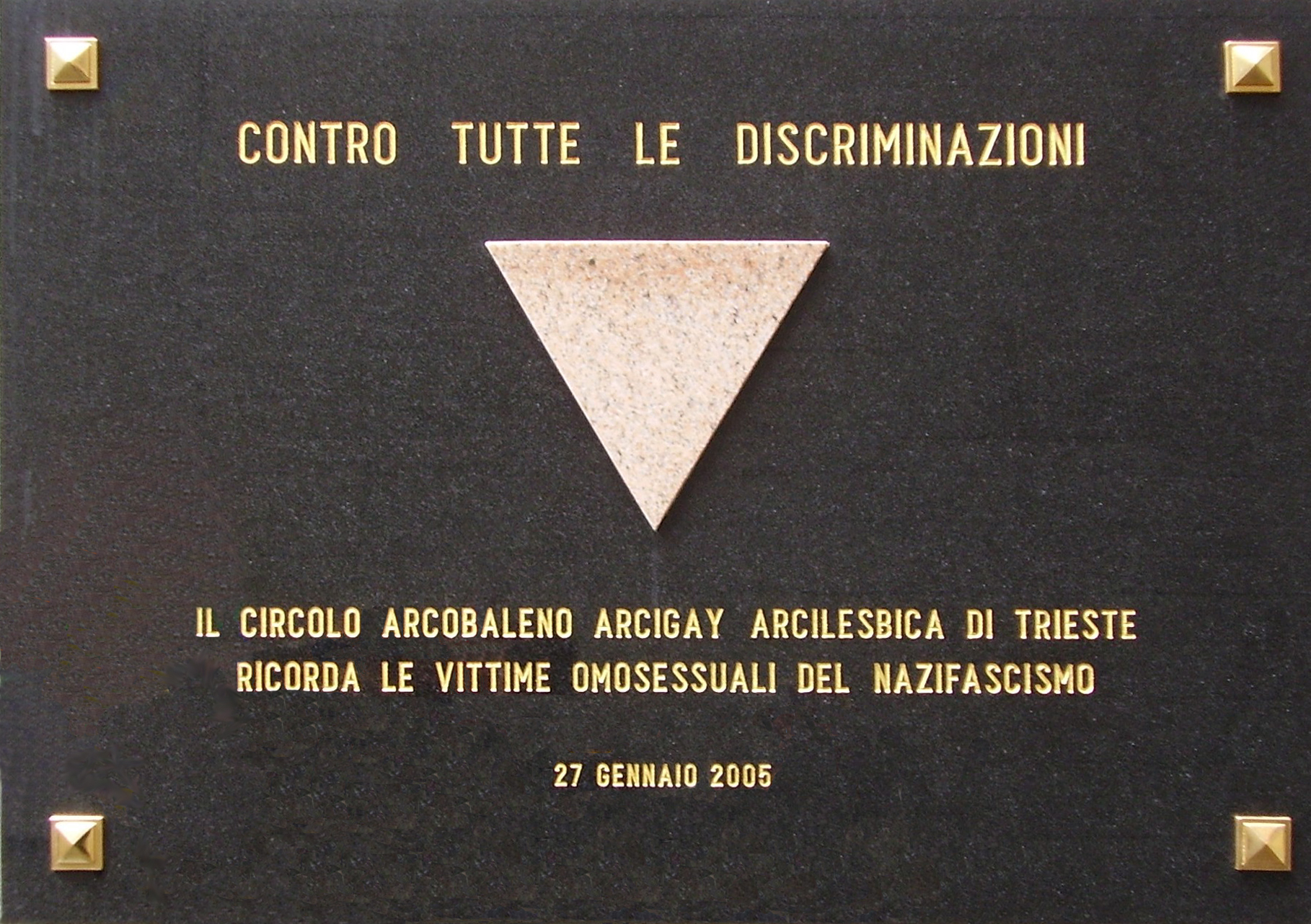
Plaque dans l'ancien camp de concentration Risiera di San Sabba.

En janvier 2005, à l'ancien camp de concentration Risiera di San Sabba, est inaugurée une plaque portant l'inscription : « Contro tutte le discriminazioni, il circolo Arcobaleno Arcigay Arcilesbica di Trieste ricorda le vittime omosessuali del nazifascismo ».
(« Contre toutes les discriminations, le cercle Arcobaleno Arcigay Arcilesbica de Trieste se souvient des victimes homosexuelles du fascisme nazi »).

## Allemagne

### Berlin

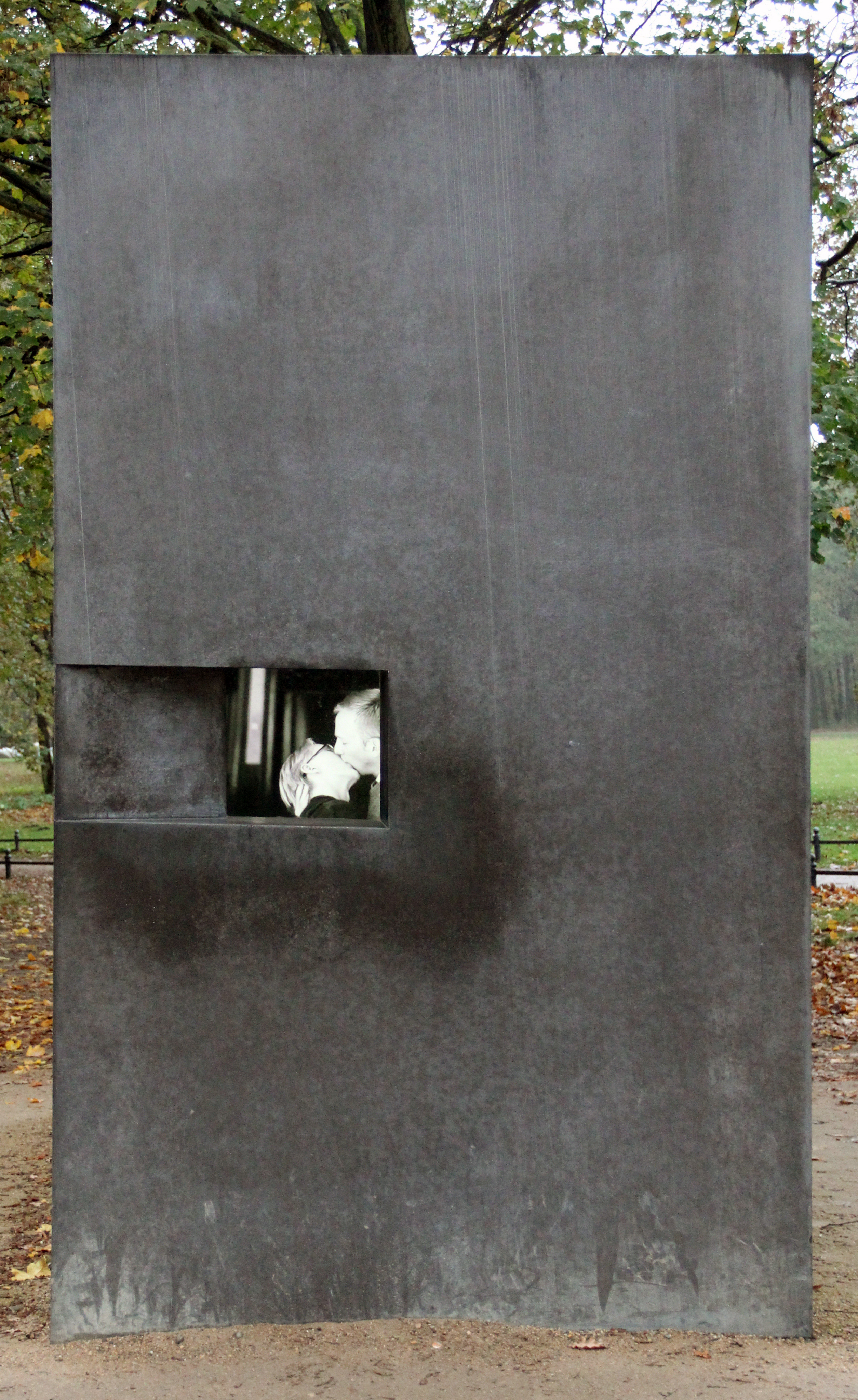

En 2008, dans le parc berlinois de Tiergarten, devant le monument aux morts des Juifs de l'Holocauste, un mémorial de la persécution homosexuelle sous le nazisme (Denkmal für die im Nationalsozialismus verfolgten Homosexuellen) a été créé.
Ce monument est l'œuvre des sculpteurs Elmgreen & Dragset. Il représente un pavé de 3,6 mètres et d'une largeur de 1,9 mètre, légèrement incliné. Sur un des côtés, à l'abri d'une vitre, les visiteurs peuvent visionner un court-métrage avec deux hommes s'embrassant. À côté, se trouve un panneau avec une histoire de la persécution des homosexuels en Allemagne.
Dans Berlin, une plaque commémorative en forme de triangle rose a été posée en 1989 à la station de métro sur la Nollendorfplatz.

### Francfort-sur-le-Main

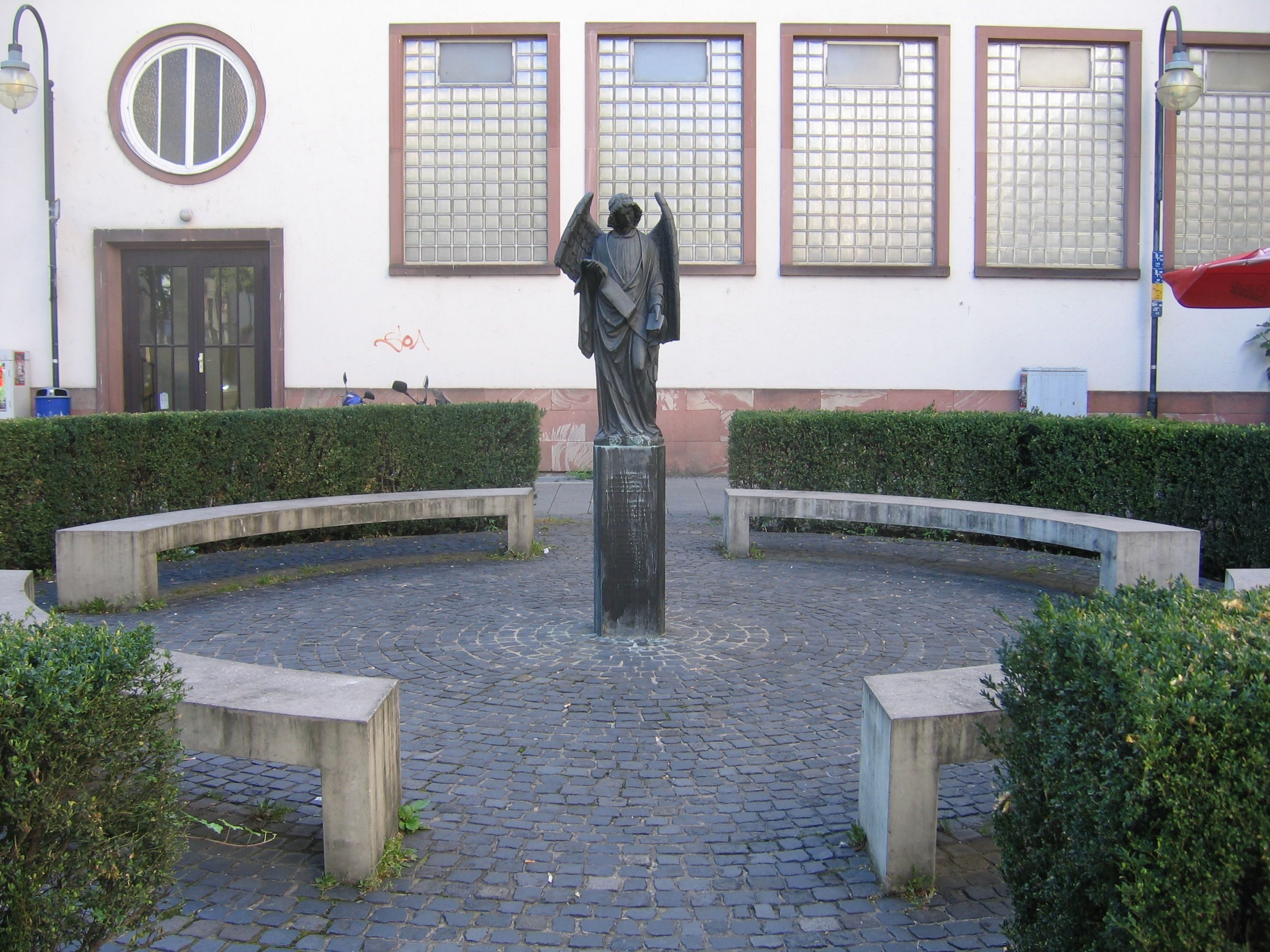

En 1994, l’Ange de Francfort de la sculptrice Rosemarie Trockel est érigé sur la place Klaus Mann à Francfort-sur-le-Main (Allemagne).

Le monument représente un ange dont la tête est coupée. La statue est placée sur un piédestal octogonal de bronze, et porte l'inscription 
« Homosexuelle Männer und Frauen wurden im Nationalsozialismus verfolgt und ermordet. Die Verbrechen wurden geleugnet, die Getöteten verschwiegen, die Überlebenden verachtet und verurteilt. Daran erinnern wir in dem Bewusstsein, dass Männer, die Männer lieben, und Frauen, die Frauen lieben, immer wieder verfolgt werden können. Frankfurt am Main. Dezember 1994. »

« Des hommes et femmes homosexuels furent persécutés et assassinés sous le régime national-socialiste. Les crimes furent niés, les morts dissimulées, les survivants méprisés et condamnés. Nous rappelons que les hommes qui aiment les hommes et les femmes qui aiment les femmes peuvent être persécutés encore et encore. »

### Cologne

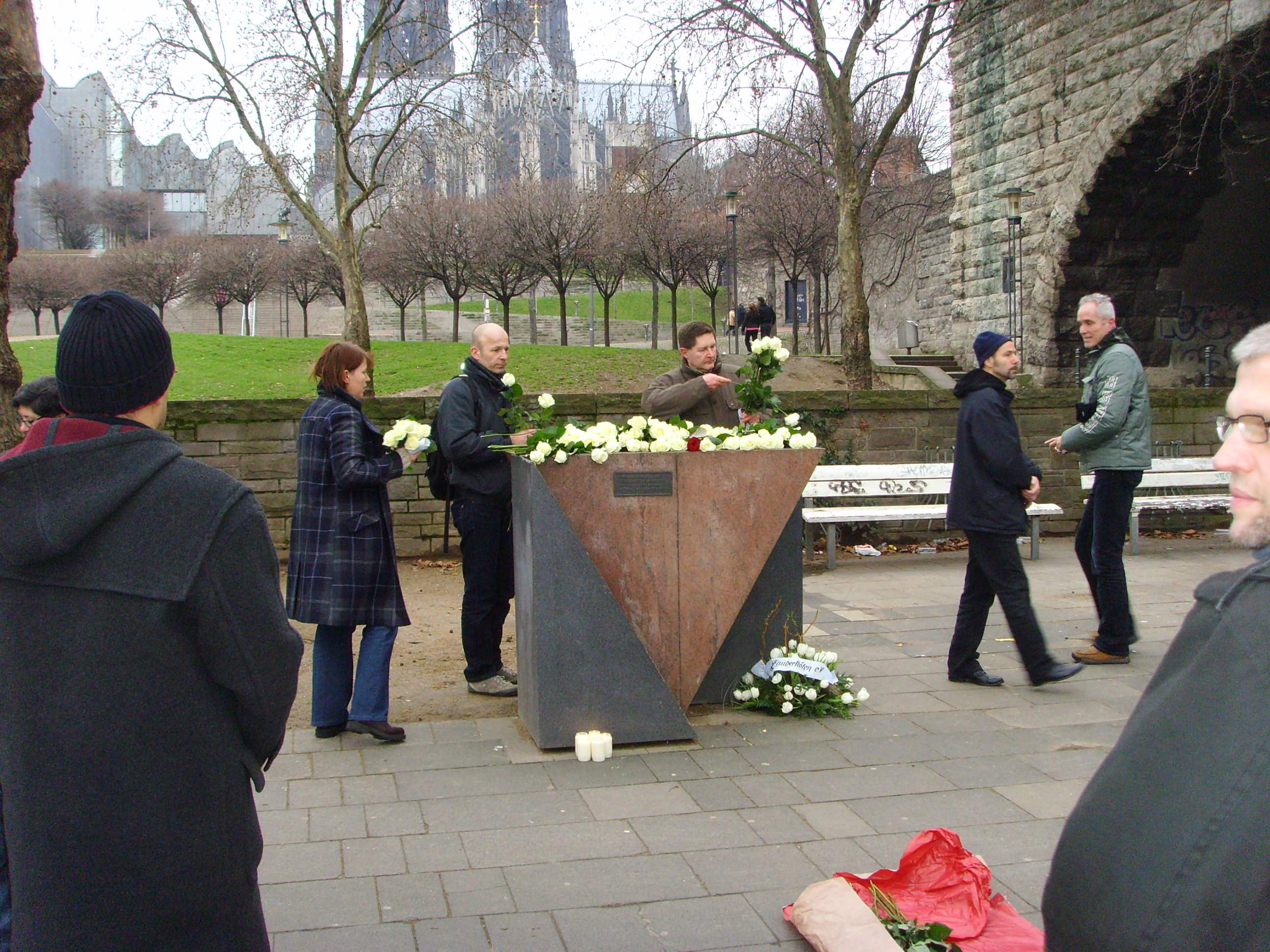

En 1995, un monument aux victimes homosexuelles du nazisme conçu par le sculpteur Achim Tsinkana a été installé sur la promenade au bord du Rhin, près du pont Hohenzollern à Cologne (Allemagne).
Le mémorial se compose de granit gris coupé dans lequel s'inscrit un triangle de granit rose. Il mesure 120 cm de hauteur et 69 cm de longueur. Inscription :

## Australie

### Sydney

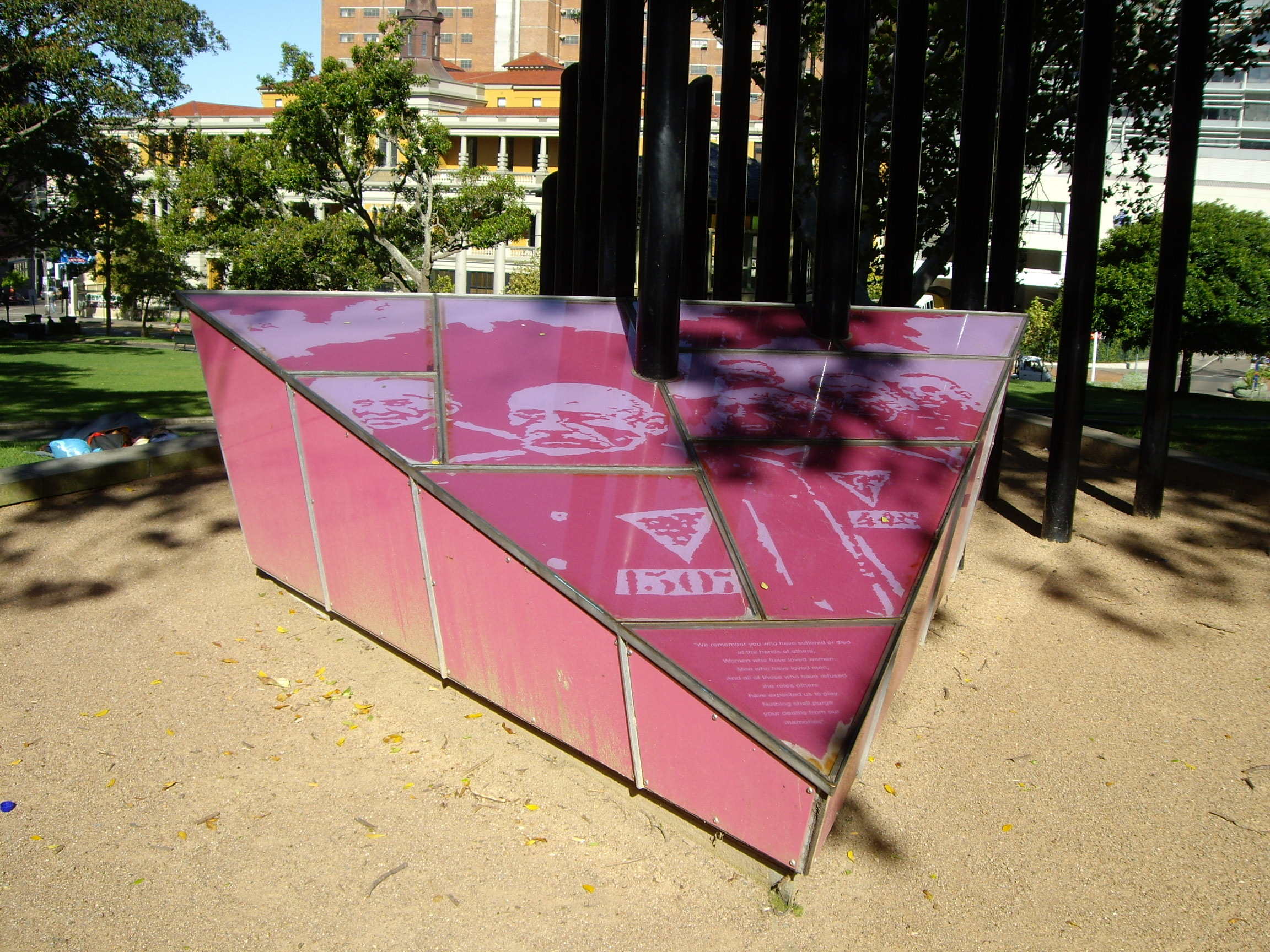

Le 27 février 2001, à Sydney (Australie) a été inauguré un mémorial dédié à la mémoire de toutes les personnes victimes de persécutions et de discriminations en raison de leur orientation sexuelle et de leur identité de genre.
L'emplacement de l'installation ne doit rien au hasard : Green Park est le quartier gay de Sydney. En outre, il est situé en face du Musée Juif de Sydney (en), qui, selon les artistes indique l'intersection de deux destins.
L'idée du monument est apparue au printemps de l'année 1991, mais la mise en œuvre, avec le soutien du conseil municipal de Sydney Sud, n'a été rendue possible que dix ans après.
Il porte l'inscription suivante : « Nous nous souvenons de vous qui avez souffert ou êtes morts aux mains des autres. Des femmes qui ont aimé les femmes, des hommes qui ont aimé les hommes ; et tous ceux qui ont refusé les rôles que d'autres avaient prévu de nous faire jouer. Rien n'effacera vos morts de nos mémoires. ».

## Espagne

### Barcelone

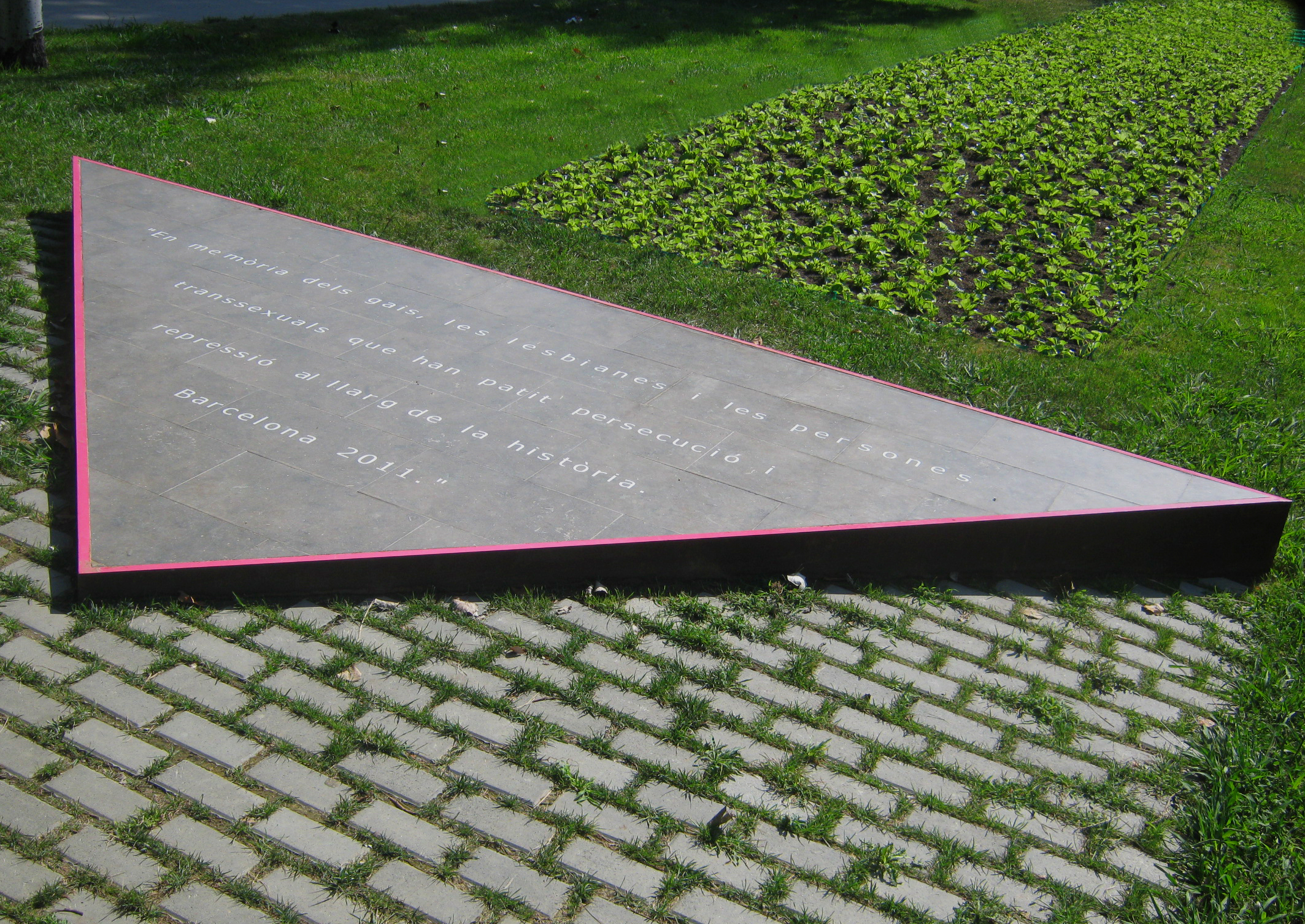
Le Monument en mémoire des gays, lesbiennes et personnes trans persécutées de Barcelone, dans le parc de la Ciutadella.

- En 2011, le Monument en mémoire des gays, lesbiennes et personnes trans persécutées est inauguré dans le parc de la Ciutadella à Barcelone, à côté du bâtiment du parlement catalan[3].

Inscription  : « À la mémoire des gays, lesbiennes et transgenres qui ont été victimes de persécutions et de répression à travers l'histoire. Barcelone 2011 ».

### Sitges
- À Sitges, station balnéaire de Catalogne fréquentée par la communauté LGBT, se dresse depuis 2006 sur la plage l'œuvre Sitges contre l'homophobie, monument en forme de triangle rose en mémoire des persécutions[4].

## États-Unis

### San Francisco

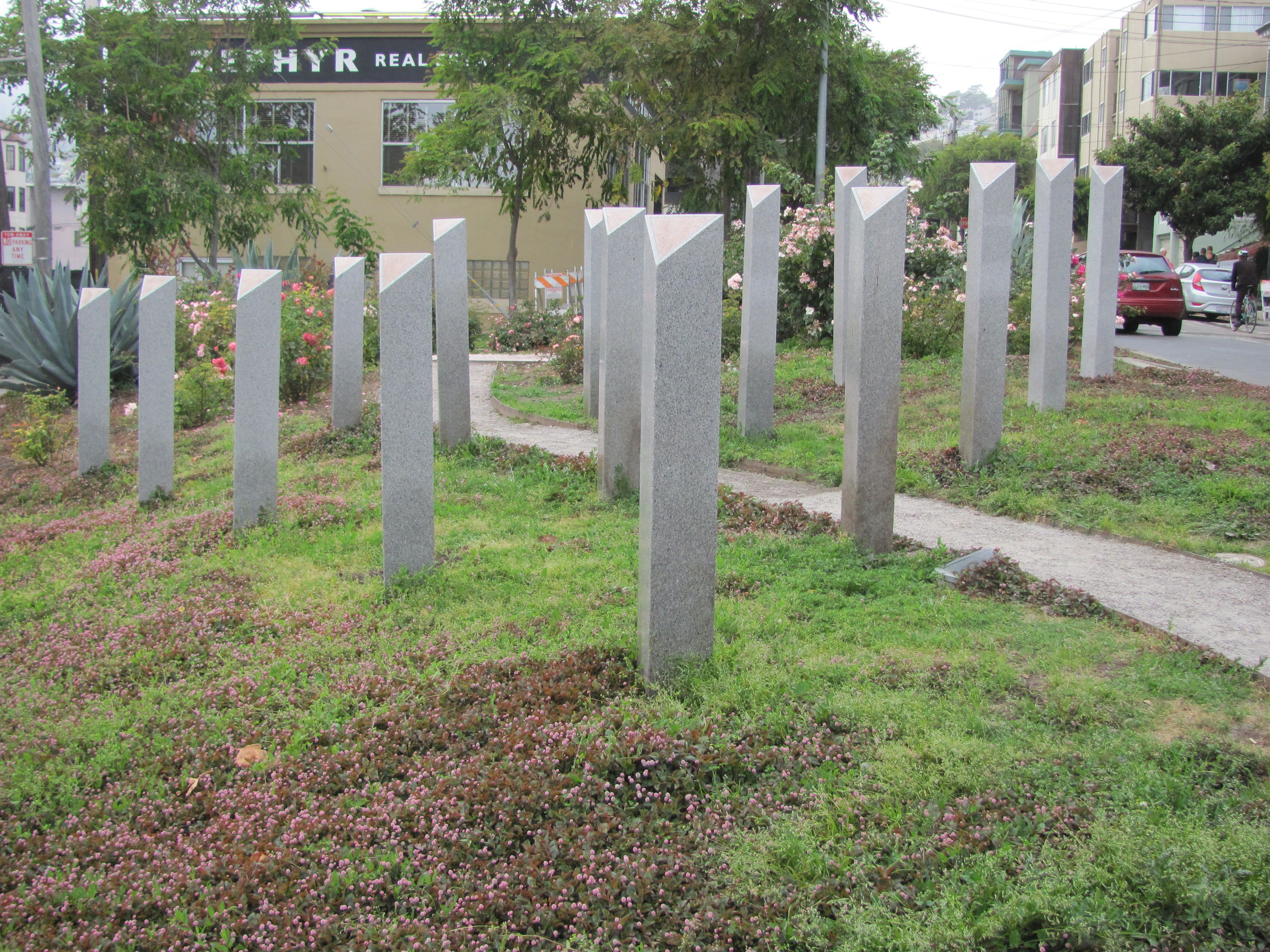

Le 23 juin 2003, à San Francisco (États-Unis) à l'intersection de la 17e rue et de la rue Castro, en face de la place de Harvey Milk a été inauguré le Parc à la mémoire des triangles roses, œuvre des artistes Robert Bruce et Susan Martin.
Le parc compte 15 colonnes triangulaires orné de triangles roses, disposées en forme de triangle isocèle sur la pente du parc. Les colonnes représentent 15 000 homosexuels morts dans les camps de concentration de l'Allemagne nazie. Le parc est lui-même en forme de triangle.

### New York
Le Eve's Hangout, fondé par Eva Kotchever, fait désormais partie du patrimoine préservé, tant de la ville de New York qu'au niveau fédéral.

### Anchorage
- À Anchorage, en 1999, une pierre tombale en granit avec un triangle rose dans le cimetière municipal.

## France

### Mulhouse
Une plaque « à la mémoire de Pierre Seel 1923-2005 et des autres Mulhousiens anonymes arrêtés et déportés pour motif d'homosexualité » a été apposée sur une façade du théâtre municipal de Mulhouse. Son inauguration a eu lieu le 15 mai 2010, en présence de Jean-Marie Bockel, alors secrétaire d’État à la Justice, de Rudolf Brazda ainsi que de représentants de l'association Les « Oublié(e)s » de la Mémoire qui ont porté le projet, soutenus par les associations gaies et lesbiennes locales.
En outre, une plaque a été apposée en 2010 au camp de concentration de Natzweiler-Struthof, « à la mémoire des victimes de la barbarie nazie, déportées pour motif d'homosexualité ».

### Paris
Il existe dans la capitale française une rue Pierre-Seel, déporté au camp du Natzweiler-Struthof, une place Ovida-Delect, déportée à Neuengamme, et une rue Eva-Kotchever, déportée et assassinée à Auschwitz.
Un monument commémoratif, intitulé Aux oubliées et oubliés ! Mémorial aux victimes homosexuelles de la déportation et à toutes les personnes LGBTQIA+ persécutées à travers l'Histoire, conçu par Jean-Luc Verna, est inauguré le 17 mai 2025 dans le jardin du Port-de-l'Arsenal, dans le 12e arrondissement de Paris,.

### Toulouse
Une rue a été nommée en mémoire de Pierre Seel à Toulouse.

## Israël

### Tel-Aviv

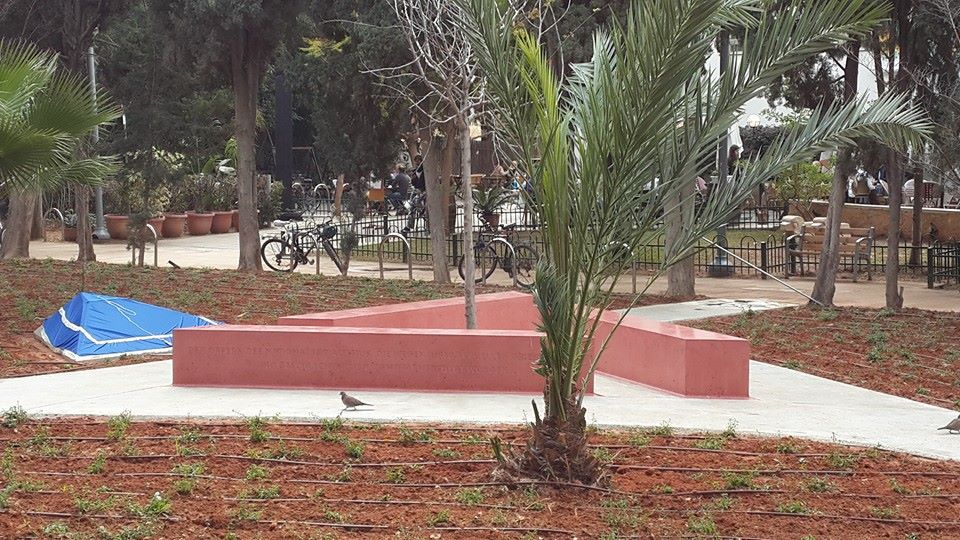

En 2013, au parc Meir (en) à Tel-Aviv-Jaffa (Israël) a été inauguré un mémorial aux victimes homosexuelles de l'Holocauste. Il est devenu le premier mémorial de l'Holocauste en Israël. Inscription  : « À la mémoire de ceux qui ont été poursuivis par le régime nazi en raison de leur identité de genre et de leur orientation sexuelle ».

## Italie

### Bologne

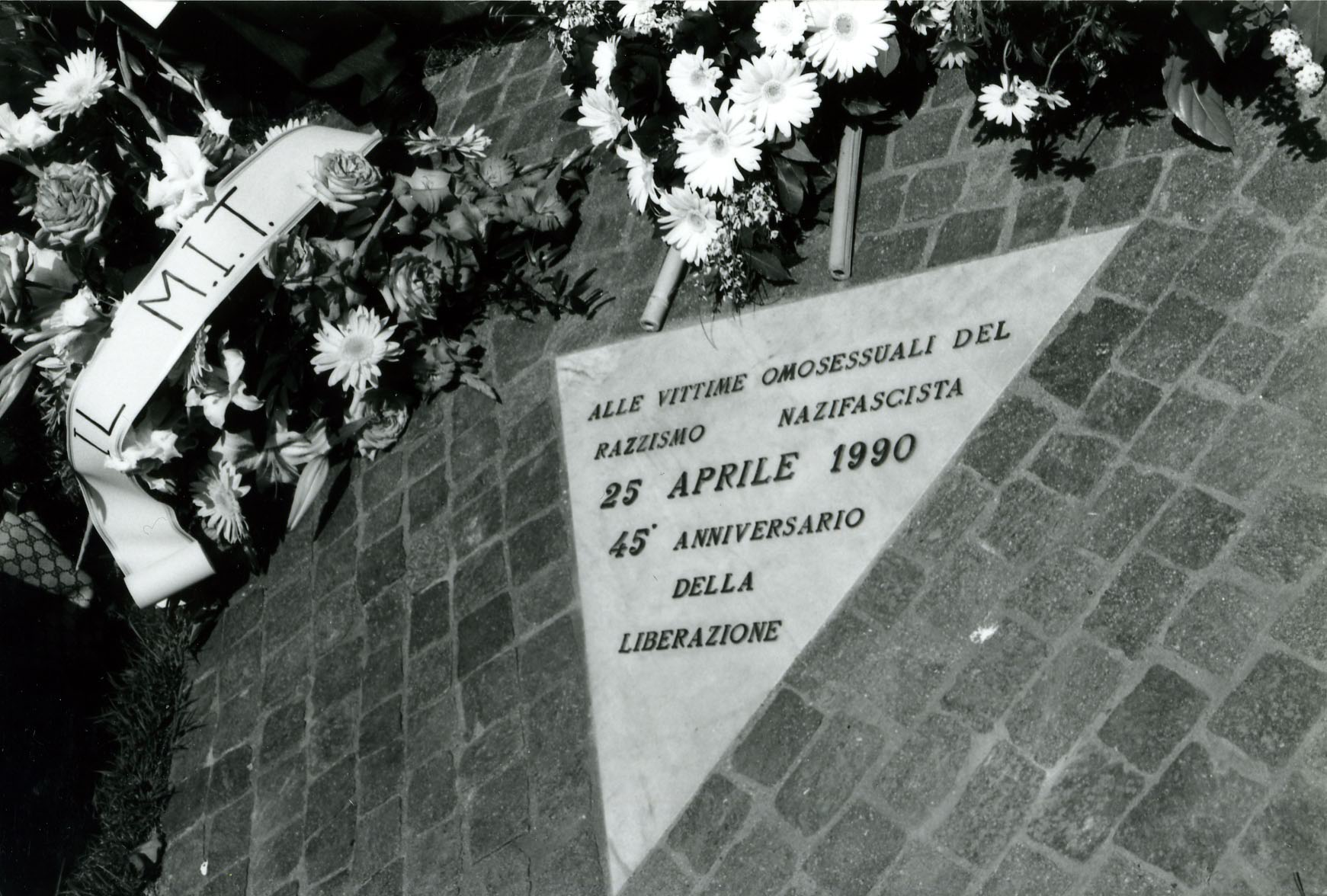

Le 25 avril 1990 à la Villa Park Kassarin (Bologne, Italie) est érigée une pierre commémorative « Triangle rose ».
Inscription :
- À Bologne, en 1990, à l'initiative de l'organisation gay italienne Arcigay est érigé un monument dans un parc près de la Piazza di Porta Saragosse.

## Pays-Bas

### Amsterdam

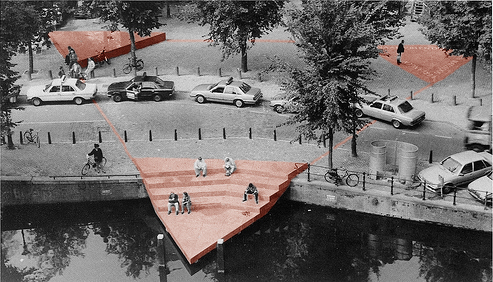

L'Homomonument, un mémorial dans le centre d'Amsterdam, capitale des Pays-Bas, commémore tous les hommes (gay) et femmes (lesbiennes) victimes de persécutions en raison de leur homosexualité.
Inauguré le 5 septembre 1987, il prend la forme de trois grands triangles roses en granit, insérés dans le sol de manière à former un triangle plus grand. Il est placé sur la rive du canal Keizersgracht, à proximité de l'église Westerkerk.
Création de Karin Daan, il a été élevé pour « inspirer et soutenir les lesbiennes et les gays dans leur lutte contre le négationnisme, l'oppression et la discrimination ».

### La Haye

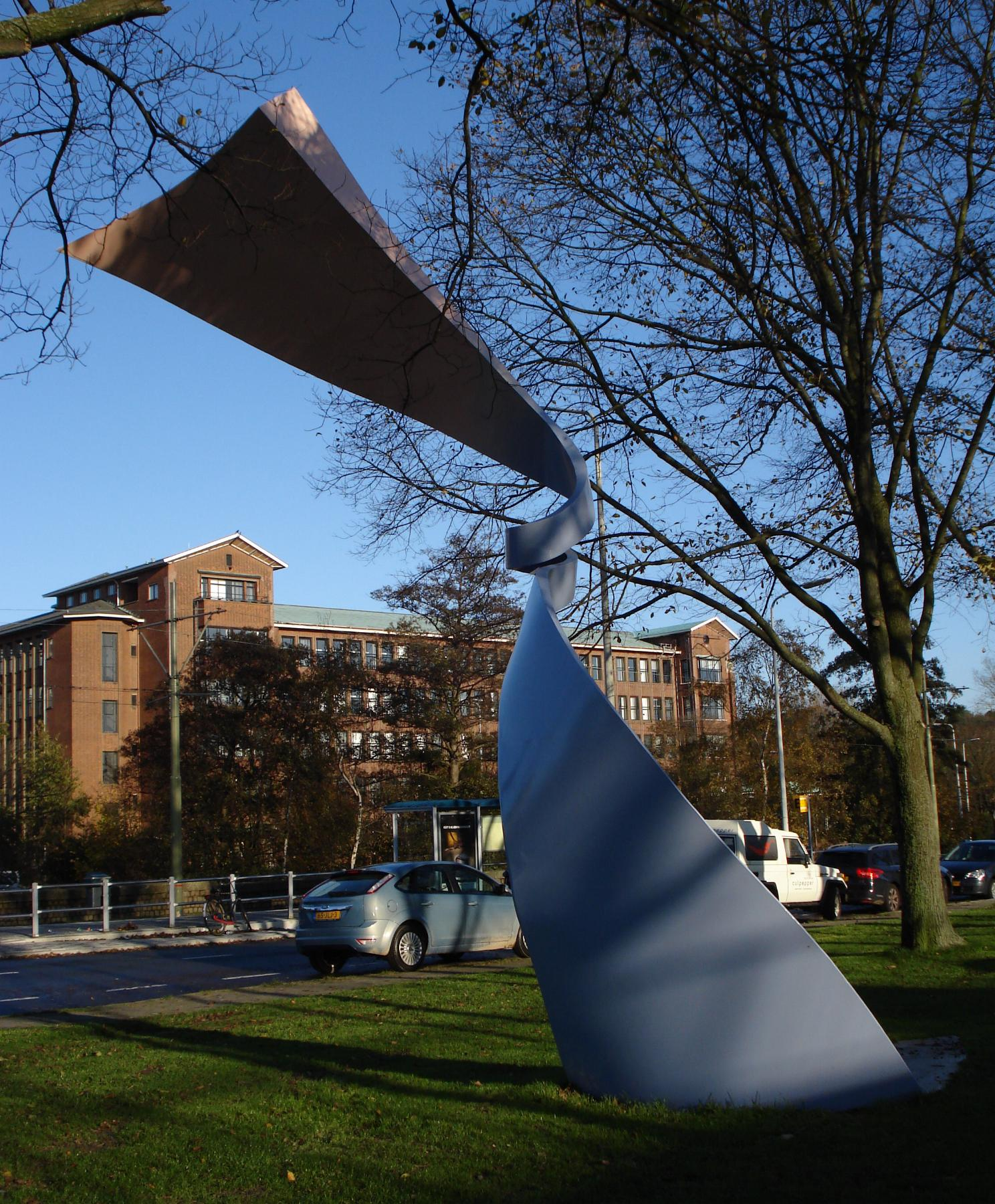

En 1993, sur la rue Koninginnegraht Netherl, non loin du parc Madurodam, dans le centre de La Haye (Pays-Bas), a été inauguré un Homomonument, érigé à la mémoire des homosexuels victimes de la Seconde Guerre mondiale. L'auteur du monument est le sculpteur Theo ten Have. C'est une boucle en métal avec un dégradé variant du bleu en bas vers le rose en haut.
La proposition de le créer a été faite en hiver 1984, lors des Flikkervuistje. Deux ans plus tard, au printemps de 1986, la municipalité donne son consentement à sa création.
Une version miniature de l'Homomonument d'Amsterdam est visible au parc Madurodam à La Haye. La maquette a été dévoilée le 24 octobre 2006, par le maire d'Amsterdam Job Cohen et le président du COC, Frank van Dalen.

### Utrecht
À Utrecht, un mémorial pour les 22 victimes du procès pour sodomie d'Ultrecht (en) du XVIIIe siècle est situé sur la place de la cathédrale, depuis 1999.

## Uruguay

### Montevideo

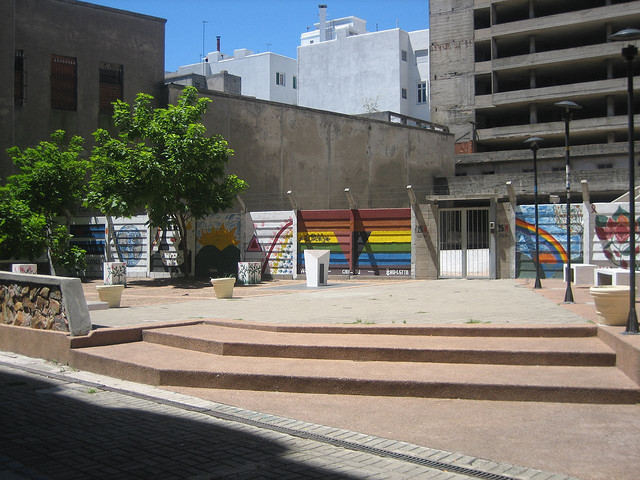

En 2005, dans une rue du Vieux Montevideo (Uruguay), a été inauguré une place et un monument à la diversité sexuelle. Le monument est érigé au centre de la place. C'est un prisme triangulaire d'environ un mètre de haut obliquement tronqué. Il est posé sur un triangle noir.
L'inscription sur la plaque indique : « Honrar la diversidad es honrar la vida. Montevideo por el respeto a todo género de identidad y orientación sexual. Año 2005 » (« Honorer la diversité c'est honorer la vie. Montevideo pour le respect de tous types d'identité et d'orientation sexuelle. Année 2005 »).

## Projets de monuments
- À l'été 2010, l'installation d'un mémorial dans la ville de Vienne (Autriche) est en cours de pourparlers ;
- En 2014, l'association Les oublié-e-s de la mémoire commence un travail pour la construction d'un tel monument à Paris [14].

## Les Stolpersteine

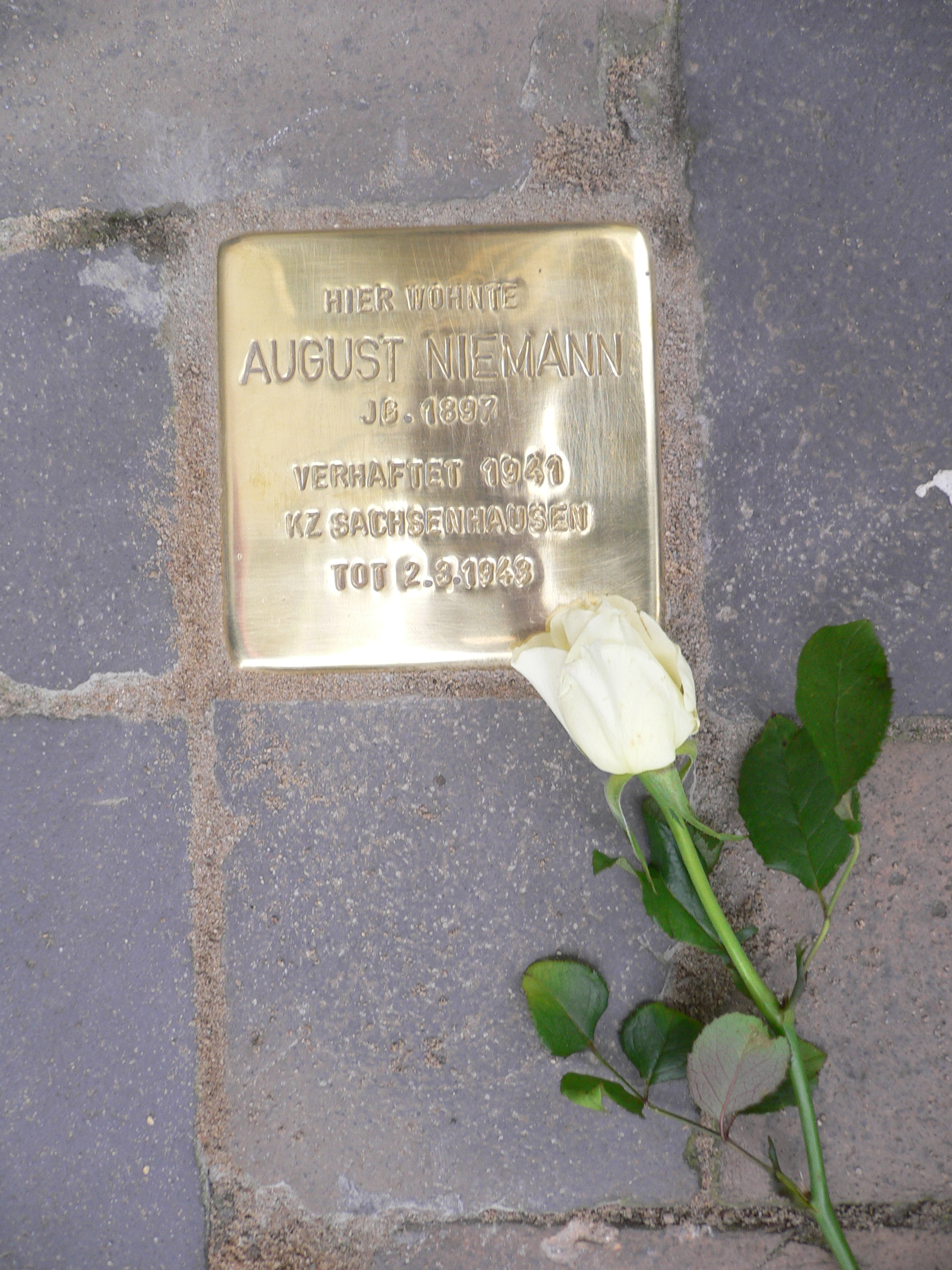

Depuis 2007, dans différentes villes européennes, à l'initiative de l'artiste Gunter Demninga, des « pierres d'achoppement », petits pavés en métal, sont posées devant le dernier domicile de personnes mortes pour cause d'homosexualité sous le régime nazi.

## Sources
- « 13 of the world's most inspiring gay monuments » (consulté le 31 mars 2014)